# Prinz Eisenherz (1997)
Prinz Eisenherz (Prince Valiant) ist ein auf der Comicserie Prinz Eisenherz basierender irisch-britisch-deutscher Fantasy-Abenteuerfilm aus dem Jahr 1997. Regie führte Anthony Hickox, der gemeinsam mit Michael Frost Beckner und mit dem Produzenten Carsten H.W. Lorenz das Drehbuch schrieb.

## Handlung
Die Handlung spielt in der Sagenwelt des Königs Arthur, der in Camelot residiert. Die Schwester des Königs Morgan Le Fay will das mit magischen Kräften ausgestattete Schwert Excalibur an sich nehmen, um die Macht über das Land zu gewinnen. Sligon und Thagnar stehlen in ihrem Auftrag das Schwert und legen falsche Indizien, aufgrund deren Arthur die benachbarten Schotten der Tat beschuldigt. Der König zieht in den Krieg gegen die vermeintlichen Täter.
Valiant wird mit der Bewachung von Prinzessin Ilene während ihrer Reise beauftragt. Die Prinzessin wird von Thagnar entführt; Valiant kommt dahinter, dass Thagnar auch der Dieb von Excalibur ist. Er kommt ins Versteck der Entführer und befreit die Prinzessin; währenddessen greifen die königlichen Soldaten die Männer der Entführer an.
Thagnar tötet seinen Bruder Sligon und ist so in der Lage, Excalibur zu benutzen. Es kommt zum Zweikampf zwischen Valiant und Thagnar, der die in der Nähe befindliche Prinzessin Ilene mit dem Schwert durchbohrt. Der wütende Valiant tötet seinen Gegner. Er betet zu Gott, dass dieser die Prinzessin wiederbeleben und dafür sein Leben nehmen soll. Excalibur fängt an zu leuchten und die Prinzessin erwacht wieder zum Leben.
Währenddessen will der niedergeschlagene König Arthur abdanken. Gerade als er die Abdankungsurkunde unterzeichnen will, kommt Prinz Eisenherz und gibt dem König das Schwert Excalibur zurück. Als Gegenleistung erhält er die Hand der Prinzessin Ilene.

## Hintergründe
Der Film ist eine Verfilmung der Comic-Serie Prinz Eisenherz. Er wurde in Wales gedreht und teilweise in den Babelsberger Filmstudios produziert. In Deutschland startete der Film am 24. Juli 1997 in den Kinos und es wurden 153.075 Kinozuschauer gezählt.

## Kritiken
Das Lexikon des internationalen Films beschreibt den Film als „eine Verfilmung des legendären Comics im Stil von Jahrmarktsattraktionen. Sie bemüht sich zwar um Werktreue, treibt durch Flüchtigkeit, Kalauer und Anachronismen jedoch der Vorlage ihren Charme gründlich aus.“
Die Zeitschrift Cinema schreibt, der Film könne „trotz prächtiger Ausstattung nur eingefleischte Fantasy-Fans begeistern.“